# أبراهيم أباد (صحرا بردسكن)
أبراهیم أباد (بالفارسية: ابراهیم‌آباد) هي قرية تقع في إيران في قسم صحرا الريفي. يقدر عدد سكانها بـ 948 نسمة .